# المقر (موقع أثري)
المقر، هي موقع لثقافة قديمة في شبه الجزيرة العربية، قدر نشأتها بحوالي   9000 سنة قبل الميلاد يعتقد بأنها واحدة من أوائل الثقافات في عصر ما قبل التاريخ حيث حدث تأنيس واسع النطاق للحيوانات، وخاصة الحصان، خلال العصر الحجري الحديث. اكتشفت فيها بقايا آدمية ومجسمات لحيوانات وأوانٍ صناعية، يقع موقع "المقر" في وادي جبجب، شرق محافظة تثليث التابعة لمنطقة عسير السعودية، تحديداً في شرق محافظة تثليث على مسافة 75 كم.
تعد المقر أحد أهم الاكتشافات الأثرية في المملكة العربية السعودية، إذ أظهرت المعثورات الأثرية للموقع عمق الاستيطان البشري أبان العصر الحجري الحديث ومدى تفاعل الإنسان العربي مع معطيات بيئته الطبيعية، مما يعطي تصورًا واضحا عن طبيعة الحياة البشرية في هذا الموقع ودرجة الرقي والتقدم التي وصل إليها المجتمع خلال هذه الفترة. كما أن الموقع يمثل أربعة رموز مهمة من رموز الثقافة العربية الأصيلة التي تمثل الإنسان العربي ويقدرها حتى عصرنا الحاضر، وهي: الفروسية، والصيد بالصقور، واقتناء كلاب الصيد (السلوقي)، واقتناء ول قطع بل سكين وقد عاش البشر في هذه المنطقة لمده 2000 سنه قبل أن يهجروها.

## استكشاف الموقع
باشرت الهيئة العامة للسياحة و الآثار السعودية استكشاف الموقع والبحث فيه في شهر آذار مارس عام 2010، ويعد أول من اكتشف تلك الحضارة هو المواطن مطلق بن قبلان القحطاني وقد تواصل مع الهيئة العامة للسياحة والآثار السعودية و تم ارسال فريق استكشافي إذ عثر الفريق بالموقع على تماثيل لحيوانات متعددة استأنسها الإنسان الذي عاش في هذا الموقع واستخدم بعضها الآخر في نشاطاته وحياته اليومية، ومن هذه الحيوانات الضأن والماعز والنعام وكلاب سلوقية والصقر والسمك والخيل. أما القطع المكتشفة في موقع المقر الآثاري، فهي تتضمن أدوات حجرية، ورؤوس سهام، ومساحن صغيرة لسحق الحبوب، ومجسمات لعدد من الحيوانات، ومن أهم المكتشفات التي تم العثور عليها مجسم تظهر رأس ولجام وكتف وملامح الخيل، وتمتاز القطعة من حيث الحجم، حيث يزيد وزنها عن 135 كيلوجرام.

## تحليل العينات
تدل المواد الأثرية الموجودة بالموقع على أن فترة العصر الحجري الحديث هي الفترة الأخيرة التي عاش فيها الإنسان في هذا المكان أي قبل 9000 سنة قبل الوقت الحاضر، وإليها يعود تاريخ الأدوات الحجرية التي تم التقاطها من سطح الموقع، ولتأكيد تاريخ الموقع تم أخذ أربع عيّنات من المواد العضوية المحروقة من طبقات الموقع الأثرية وتم إرسالها إلى أمريكا لتحليلها في معامل خاصة بتحليل كربون-14 لمعرفة تاريخ الموقع، وجاءت تواريخ العينات في بداية الألف التاسع قبل الوقت الحاضر، وتم تحديد التاريخ باستخدام تحليل درجة الكربون المشع المعروف بتحليل كربون 14 (C14) وهي تقنية تعتمد على قياس نسبة تقلص الكربون المشع في المادة العضوية عبر الزمن، كما تم إجراء الفحص على أربع عينات عضوية (عظام) مختلفة جمعت من أنحاء متفرقة من الموقع، وقد أعطت جميعها تواريخ متوافقة إذا ما أخذنا بمعامل الزيادة والنقصان 50 سنة، وعليه فإن العينات الأربع تراوحت في تاريخها ما بين 8110 إلى 7900 سنة قبل الوقت الحاضر.
وتوجد بالقرب من الموقع مواقع أخرى أقدم تاريخا يمكن نسبتها إلى العصر الحجري الوسيط، ويعد وجود تماثيل كبيرة الحجم للخيل في هذا الموقع مقترنة بمواد أثرية من العصر الحجري الحديث يرجع تاريخها إلى 9000 سنة قبل الوقت الحاضر، اكتشافا أثرياً مهما على المستوى العالمي حيث ان آخر الدراسات حول استئناس الخيل تشير إلى حدوث هذا الاستئناس لأول مرة في أواسط آسيا كازاخستان منذ 5500 سنة قبل الوقت الحاضر، وهذا الاكتشاف يؤكد أن استئناس الخيل تم في شبه الجزيرة العربية قبل هذا التاريخ بزمن طويل، ويوجد بالموقع حصن كبير الحجم مبني بالحجارة فوق تكوين جبلي يشرف على الموقع من جهة الشرق، وعلى الأراضي المنخفضة التي يصب فيها الشلال من جهة الغرب، وتوجد بداخل هذا الحصن حجرات مربعة ووحدات بنائية متعددة.

## نتائج الاستكشاف

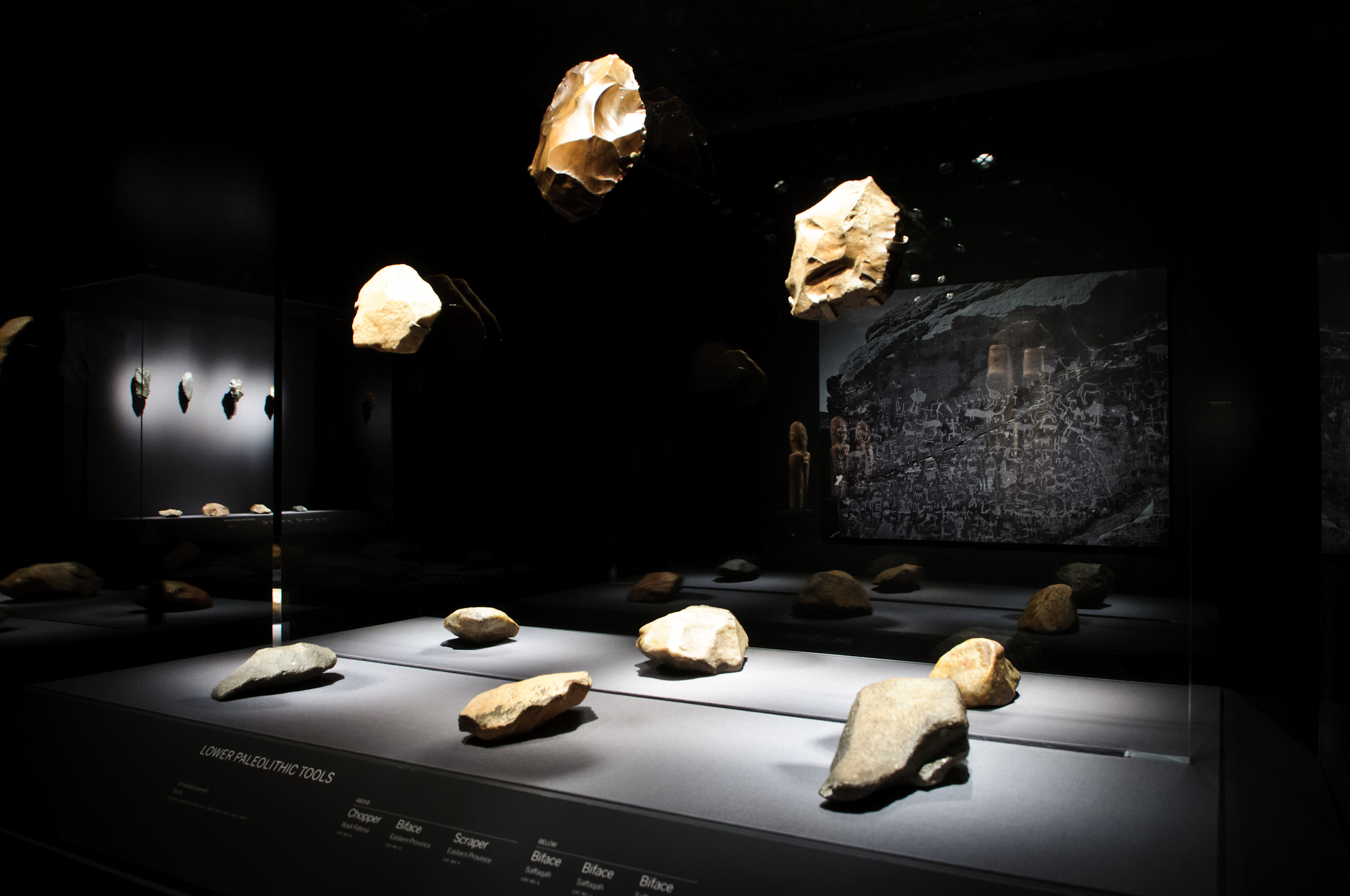
صورة مكاشط حجرية من المقر، 8100 ق م.

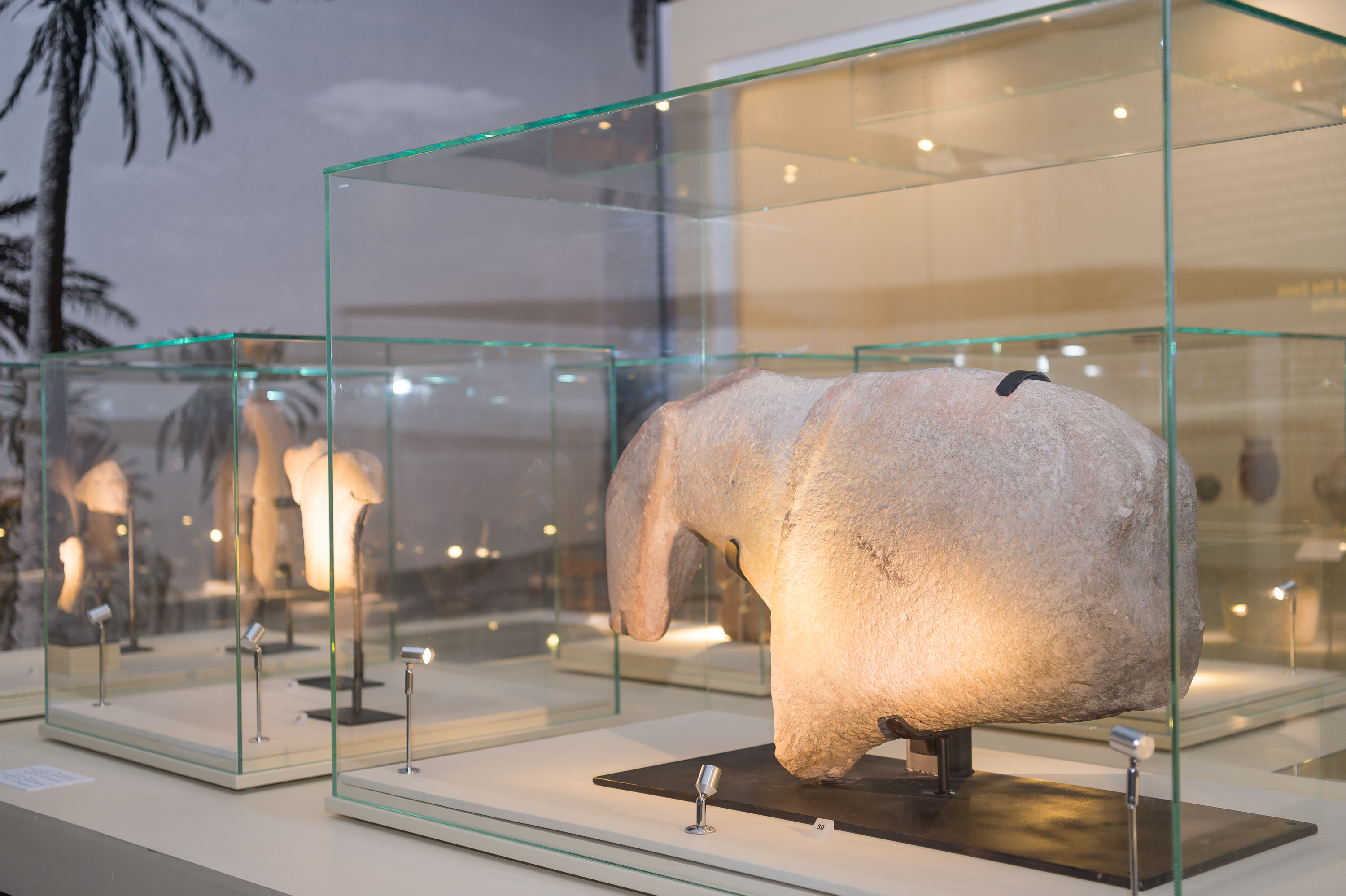
المجسم الحجري للحصان أهم القطع المكتشفة في المقر

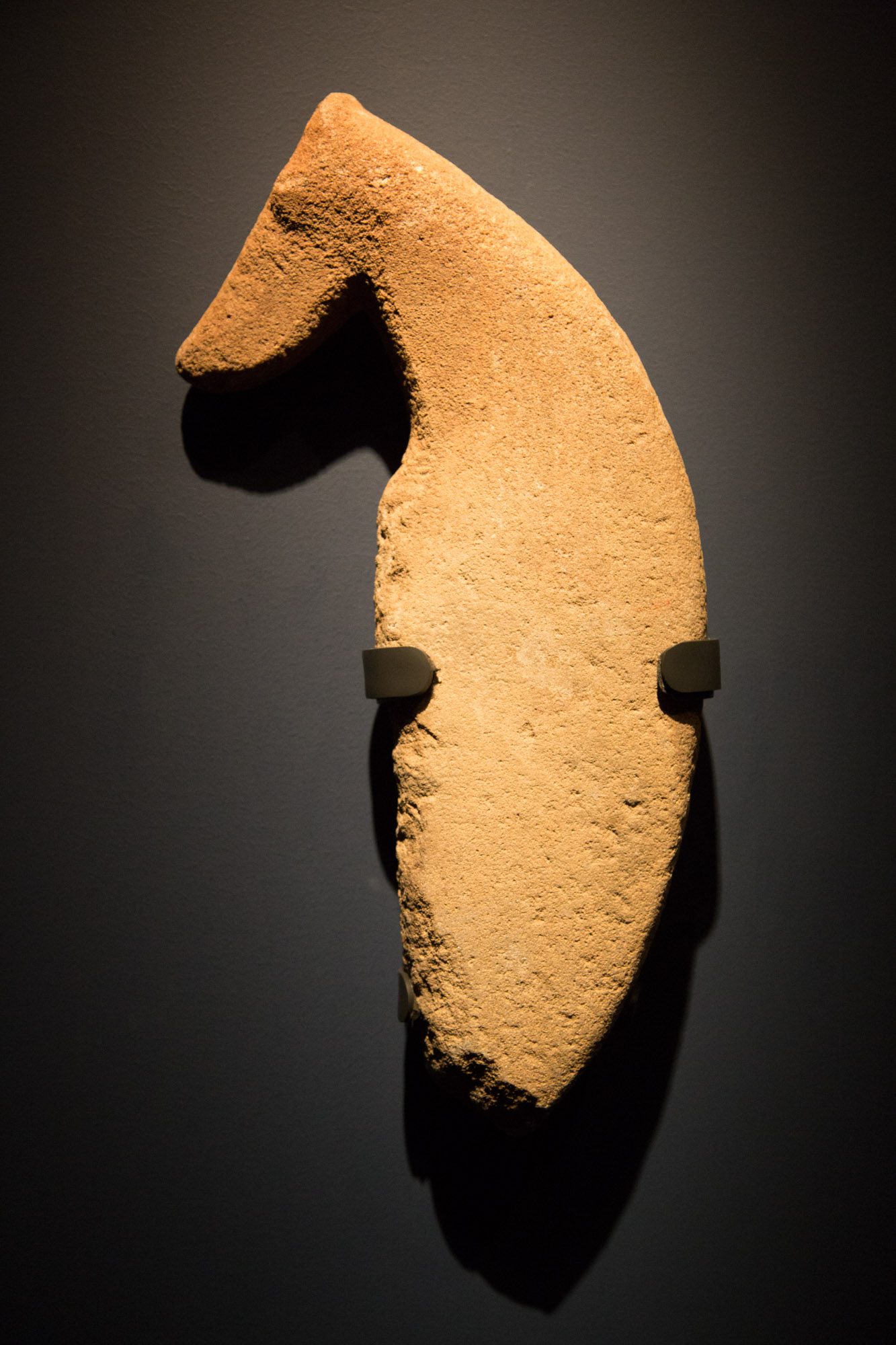
رأس وجسم سلوقي (الكلب الصحراوي) من الحجر تعود لثقافة المقر، في العصر الحجري الحديث، (حوالي 8100 قبل الميلاد).

توصل الفريق العلمي المكلف من الهيئة العامة للسياحة والتراث الوطني أثناء مسحه للموقع لبعض الحقائق والاستنتاجات:
- عاش الإنسان في هذا المكان قبل التصحر الأخير، أو خلال فترة التحولات المناخية التي انتهت بانتشار التصحر في المنطقة ولعل تلك التحولات هي سبب استقرار الإنسان في هذا المكان.
- مارس سكان هذا المكان الزراعة وتربية الحيوان.
- تنتشر على سطح الموقع مواد أثرية متنوعة من الأدوات الحجرية التي تشمل رؤوس السهام والمكاشط دقيقة الصنع من الأنواع التي استخدمها الإنسان في فترة العصر الحجري الحديث.
- تحيط بهذا الموقع مواقع أخرى متعددة تنتشر على رقعة واسعة، تلاحظ فيها منشآت مماثلة لما يوجد بالموقع والبعض منها له علاقة بنشاط الزراعة.
- غير بعيد عن الموقع يوجد المسار الرئيس الذي يربط جنوب غرب الجزيرة العربية بوسطها والذي أصبح فيما بعد خلال العصور التاريخية طريق التجارة الرئيس الرابط بين نجران والفاو.
- هذا الموقع يمثل ثقافة لمجموعات بشرية مستقرة أطلقنا عليها اسم ثقافة المقر نسبة إلى الاسم الحالي للمكان.
- عثر بالموقع على تماثيل لحيوانات متعددة استأنسها الإنسان الذي عاش في هذا الموقع، واستخدم بعضها الآخر في نشاطاته وحياته اليومية، ومن هذه الحيوانات الخيل والضأن والماعز والنعام وكلاب سلوقية والصقر والسمك.
- تدل المواد الأثرية ونتائج تحليل المواد العضوية التي وجدت بالموقع على أن فترة العصر الحجري الحديث هي الفترة الأخيرة التي عاش فيها الإنسان في هذا المكان (9000) سنة قبل الوقت الحاضر، وإليها يعود تاريخ الأدوات الحجرية التي تم التقاطها من سطح الموقع.
- توجد بالقرب من الموقع مواقع أخرى أقدم تاريخا يمكن نسبتها إلى العصر الحجري الوسيط.
- يعد وجود تماثيل كبيرة الحجم للخيل في هذا الموقع مقترنة بمواد أثرية من العصر الحجري الحديث يرجع تاريخها إلى 9000 سنة قبل الوقت الحاضر، اكتشافا أثريا مهما على المستوى العالمي، حيث أن آخر الدراسات حول استئناس الخيل تشير إلى حدوث هذا الاستئناس لأول مرة في أواسط آسيا كازاخستان منذ 5500 سنة قبل الوقت الحاضر، وهذا الاكتشاف يؤكد أن استئناس الخيل تم في الجزيرة العربية قبل هذا التاريخ بزمن طويل.
- يقارب طول أحد تماثيل الخيل التي وجدت بالموقع 100 سم وهو يمثل الرقبة والصدر، ولم يعثر من قبل على تماثيل حيوانات بهذا الحجم في أي موقع آخر في العالم من هذه الفترة نفسها، وما عثر عليه في تركيا والأردن وسوريا لا يعدو أن يكون تماثيل صغيرة الحجم ومن فترة متأخرة عن هذا التاريخ وليست للخيل.
- يحمل تمثال الخيل الكبير الذي وجد بالموقع ملامح الخيل العربية الأصيلة ويبدو ذلك واضحا في طول الرقبة وشكل الرأس.
- يوجد على رأس تمثال الخيل شكل واضح للجام يلتف على رأس الخيل، مما يشكل دليلا على استئناس الخيل من قبل سكان هذا الموقع في تلك الفترة المبكرة.
- صنعت هذا التماثيل من نوع الصخر المتوفر بالموقع، والذي يرى في أماكن عدة بالمكان في الوقت الحاضر، ويبدو أن هذه التماثيل كانت مثبتة في بناء يتوسط الموقع على الضفة الجنوبية للنهر قبل مصبه في الشلال، وربما كان لهذا البناء دور رئيس في الحياة الاجتماعية لسكان الموقع.
- يوجد بالموقع حصن كبيرة الحجم مبني بالحجارة فوق تكوين جبلي يشرف على الموقع من جهة الشرق، وعلى الأراضي المنخفضة التي يصب فيها الشلال من جهة الغرب، وتوجد بداخل هذا الحصن حجرات مربعة ووحدات بنائية متعددة.
- استخدمت بعض الكهوف المجاورة لحصن الموقع مقابر لسكان الموقع في تلك الفترة، حيث عثر في بعضها على هياكل عظمية بشرية مدفونة، وبعضها مغطى بطبقة من الطين والقش، في أسلوب أشبه بالتحنيط، يجعل الهيكل العظمي متماسكا.
- بالإضافة إلى الأدوات الحجرية ورؤوس السهام، عثر بالموقع على مساحن لسحق الحبوب ونجر حجري وثقالات تستخدم في أنوال النسيج وبكرات للغزل والنسيج وجزء من إناء حجر صابوني يحمل زخرفة هندسية بالحز وأدوات حجرية لمعالجة الجلود، وتؤكد هذه الأدوات وجود معرفة ومهارة حرفية متقدمة جدا لدى سكان هذا الموقع.
- عثر بالموقع على خنجر مصنوع من الحجر له شكل الخنجر العربي الذي يستخدم اليوم في الجزيرة العربية.
- عثر بالموقع على قطعة من الحجر عليها حزوز صغيرة على أطرافها منفذة في مجموعات أشبه ما تكون بسجل حسابي أو نظام للعد أو التوقيت.
- توجد على الصخور المجاورة للموقع رسوم صخرية من فترة سكنى الموقع، رسمت فيها بالحز صور وعول ونعام وحيوانات أخرى وأشكال آدمية، كما تعرض إحداها صورة فارس على صهوة جواد وأخرى لصيد الوعول بالكلاب السلوقية حيث تحيط خمسة من الكلاب بوعل في شكل دائرة، وهذه الرسوم الصخرية اكتسبت طبقة عتق داكنة جدا وقريبة من اللون الأسود لتقدم تاريخها، مما يؤكد أنها نفذت خلال فترة استخدام الموقع، كما وجدت رسوم صخرية أخرى لخيول وأشكال آدمية على ألواح حجرية بين أنقاض المبنى الرئيس الذي يتوسط الموقع.
- إن المواد الأثرية التي جمعت من سطح الموقع يزيد عددها على الثمانين قطعة.

## انظر ايضًا
- قائمة الآثار والمواقع التاريخية في السعودية

## وصلات خارجية
- بعض الصور للآثار المكتشفة في موقع المقر الآثاري